# 荣州 (渤海国)
荣州，又作崇州，渤海国的中京显德府所领六州之一。
荣州辖境相当今吉林省和龙市西古城子东北150里河龙古城。下辖崇山、沩水、绿城三县。遗址城周二里，呈方形，城内出土莲瓣纹瓦当、指压纹板瓦、绳纹板瓦等渤海文物。辽朝灭渤海，废兴州，其所领崇山县民被迁到贵德州（治所在今辽宁省抚顺市北高尔山前），改名贵德县。辽朝崇州治所在今辽宁康平县齐家屯与昌图县四面城之间东北齐家坨子一带。